# Ярче Полє
45°26′ пн. ш. 15°24′ сх. д. / 45.44° пн. ш. 15.4° сх. д.
Ярче Полє (хорв. Jarče Polje) — населений пункт у Хорватії, в Карловацькій жупанії у складі громади Нетретич.

## Населення
Населення за даними перепису 2011 року становило 127 осіб.
Динаміка чисельності населення поселення: